# هيزي (جمهورية الصين الشعبية)
هيزي (بالصينية: 菏泽市 )‏ هي مدينة على مستوى محافظة، في جمهورية الصين الشعبية، تتبع شاندونغ، تبلغ مساحتها 12,238 كيلومتر مربع، رمزها البريدي هو 274000.

## المناخ
يظهر الجدول التالي التغييرات المناخية على مدار السنة لهيزي:
| البيانات المناخية لـهيزي           | البيانات المناخية لـهيزي | البيانات المناخية لـهيزي | البيانات المناخية لـهيزي | البيانات المناخية لـهيزي | البيانات المناخية لـهيزي | البيانات المناخية لـهيزي | البيانات المناخية لـهيزي | البيانات المناخية لـهيزي | البيانات المناخية لـهيزي | البيانات المناخية لـهيزي | البيانات المناخية لـهيزي | البيانات المناخية لـهيزي | البيانات المناخية لـهيزي |
| الشهر                              | يناير                    | فبراير                   | مارس                     | أبريل                    | مايو                     | يونيو                    | يوليو                    | أغسطس                    | سبتمبر                   | أكتوبر                   | نوفمبر                   | ديسمبر                   | المعدل السنوي            |
| ---------------------------------- | ------------------------ | ------------------------ | ------------------------ | ------------------------ | ------------------------ | ------------------------ | ------------------------ | ------------------------ | ------------------------ | ------------------------ | ------------------------ | ------------------------ | ------------------------ |
| الدرجة القصوى °م (°ف)              | 18.2 (64.8)              | 23.2 (73.8)              | 28.5 (83.3)              | 33.7 (92.7)              | 38.1 (100.6)             | 42.0 (107.6)             | 41.8 (107.2)             | 38.4 (101.1)             | 36.0 (96.8)              | 32.7 (90.9)              | 26.8 (80.2)              | 20.6 (69.1)              | 42.0 (107.6)             |
| متوسط درجة الحرارة الكبرى °م (°ف)  | 4.4 (39.9)               | 7.3 (45.1)               | 13.3 (55.9)              | 21.3 (70.3)              | 26.5 (79.7)              | 31.2 (88.2)              | 31.4 (88.5)              | 30.4 (86.7)              | 26.5 (79.7)              | 21.1 (70.0)              | 13.4 (56.1)              | 6.4 (43.5)               | 19.4 (67.0)              |
| المتوسط اليومي °م (°ف)             | −0.9 (30.4)              | 1.7 (35.1)               | 7.3 (45.1)               | 14.9 (58.8)              | 20.3 (68.5)              | 25.3 (77.5)              | 26.8 (80.2)              | 25.6 (78.1)              | 20.8 (69.4)              | 14.7 (58.5)              | 7.3 (45.1)               | 1.0 (33.8)               | 13.7 (56.7)              |
| متوسط درجة الحرارة الصغرى °م (°ف)  | −4.7 (23.5)              | −2.4 (27.7)              | 2.5 (36.5)               | 9.4 (48.9)               | 14.6 (58.3)              | 19.9 (67.8)              | 23.0 (73.4)              | 21.9 (71.4)              | 16.5 (61.7)              | 10.0 (50.0)              | 3.0 (37.4)               | −2.9 (26.8)              | 9.2 (48.6)               |
| أدنى درجة حرارة °م (°ف)            | −20.4 (−4.7)             | −15.6 (3.9)              | −11.3 (11.7)             | −4.4 (24.1)              | 3.8 (38.8)               | 10.2 (50.4)              | 15.4 (59.7)              | 12.1 (53.8)              | 4.8 (40.6)               | −1.3 (29.7)              | −12.9 (8.8)              | −17.5 (0.5)              | −20.4 (−4.7)             |
| الهطول مم (إنش)                    | 8.4 (0.33)               | 10.1 (0.40)              | 23.7 (0.93)              | 30.6 (1.20)              | 49.6 (1.95)              | 75.6 (2.98)              | 166.5 (6.56)             | 129.3 (5.09)             | 64.1 (2.52)              | 39.3 (1.55)              | 17.4 (0.69)              | 10.1 (0.40)              | 624.7 (24.6)             |
| متوسط أيام هطول الأمطار (≥ 0.1 mm) | 2.6                      | 3.7                      | 5.3                      | 5.7                      | 6.6                      | 8.0                      | 11.8                     | 9.0                      | 7.2                      | 6.0                      | 4.3                      | 3.6                      | 73.8                     |
| متوسط الرطوبة النسبية (%)          | 68                       | 64                       | 63                       | 63                       | 66                       | 65                       | 80                       | 83                       | 77                       | 73                       | 71                       | 69                       | 70                       |
| ساعات سطوع الشمس الشهرية           | 159.0                    | 151.2                    | 191.9                    | 226.8                    | 257.7                    | 252.1                    | 213.3                    | 217.5                    | 204.4                    | 206.6                    | 173.7                    | 156.8                    | 2٬411                    |
| نسبة وصول أشعة الشمس               | 51                       | 49                       | 52                       | 58                       | 60                       | 58                       | 48                       | 53                       | 55                       | 59                       | 56                       | 52                       | 54                       |
| المصدر: [استشهاد منقوص البيانات]   |                          |                          |                          |                          |                          |                          |                          |                          |                          |                          |                          |                          |                          |

## التقسيمات الإدارية
- Mudan, Heze [الإنجليزية]‏
- Cao County [الإنجليزية]‏
- Shan County [الإنجليزية]‏
- Chengwu County [الإنجليزية]‏
- Juye County [الإنجليزية]‏
- Yuncheng County [الإنجليزية]‏
- Juancheng County [الإنجليزية]‏
- Dingtao, Heze [الإنجليزية]‏
- Dongming County [الإنجليزية]‏.

## أعلام
- هوانغ تشاو
- تشيانغ تشن